# Медаль Ричарда Хэмминга
Медаль Ричарда Хэмминга (англ. Richard W. Hamming Medal) — награда, присуждаемая ежегодно институтом инженеров электротехники и электроники (англ. IEEE) за исключительный вклад в науку об информации, информационные системы и технологии. К награде могут быть представлены как один человек, так и группа лиц.
Награда была учреждена советом директоров IEEE в 1986 году и названа в честь Ричарда Хэмминга, которому отводится центральная роль в развитии компьютеров и информатики, и который сделал значительный вклад в науку об информации (в частности в области кодов, исправляющих ошибки).

## Лауреаты
| Год  | Лауреаты                                    | Причина присуждения |
| ---- | ------------------------------------------- | --- |
| 1988 | Ричард Хэмминг                              | За исключительный новаторский вклад в развитие науки об информации и информационных систем, а также за вдохновение поколений исследователей в этих областях |
| 1989 | Ирвинг Рид                                  | За вклад в областях компьютерного проектирования, автоматического обнаружения и обработки сигналов в шумах и кодов, исправляющих ошибки. |
| 1990 | Денис Ритчи, Кен Томпсон                    | За создание операционной системы Unix и языка программирования C. |
| 1991 | Элвин Берлекемп                             | За глубокий вклад в теорию и применение кодов, исправляющих ошибки. |
| 1992 | Лотфи Аскер Заде                            | За плодотворный вклад в областях науки об информации и информационных систем, включая разработку концепции нечетких множеств. |
| 1993 | Йорма Риссанен                              | За фундаментальный вклад в теорию информации, статистику, теорию управления и теорию сложности. |
| 1994 | Готфрид Унгербёк                            | За разработку треллис-модуляции для цифровой коммуникации. |
| 1995 | Якоб Зив                                    | За вклад в теории информации, а также в теорию и практику сжатия данных |
| 1996 | Марк Семёнович Пинскер                      | За выдающийся вклад в теорию информации, статистическую оценку и теорию кодирования. |
| 1997 | Томас Ковер                                 | За выдающийся вклад в теорию информации и коммуникации, статистику и распознавание образов. |
| 1998 | Дэвид Кларк                                 | За лидерство и большой вклад в архитектуру Интернета как универсальной информационной среды. |
| 1999 | Дэвид Хаффман                               | За разработку метода расчёта минимальной избыточности кодов (код Хаффмана) и вклад в работы по распознаванию образов. |
| 2000 | Соломон Вольф Голомб                        | За фундаментальный вклад в теорию регистров сдвига и их применение в цифровой связи. |
| 2001 | Александр Дж. Фрейзер                       | За новаторский вклад в архитектуру сетей связи путём создания технологии виртуальной коммутации каналов. |
| 2002 | Питер Элиас                                 | За фундаментальный и новаторский вклад в теорию информации и её приложений. |
| 2003 | Клод Берру, Ален Главье                     | За изобретение турбо-кодов, которые произвели революцию в области цифровой связи. |
| 2004 | Джек Кейл Вольф                             | За фундаментальный вклад в теорию и практику передачи и хранения информации. |
| 2005 | Нейл Слоан                                  | За вклад в теорию кодирования и её приложение к коммуникациям, информатике, математике и статистике. |
| 2006 | Владимир Иосифович Левенштейн               | За вклад в теорию кодов, исправляющих ошибки, и теорию информации, в том числе расстояние Левенштейна. |
| 2007 | Абрахам Лемпель                             | За новаторские работы в области сжатия данных, включая алгоритм Лемпеля — Зива. |
| 2008 | Серхио Верду                                | За фундаментальный вклад в теорию информации и разработку обнаружения с многими пользователями (англ. multiuser detection). |
| 2009 | Питер Франащек                              | За новаторский вклад в теорию и практику ограничения канального кодирования. |
| 2010 | Уитфилд Диффи, Мартин Хеллман, Ральф Меркль | За изобретение криптографии с открытым ключом и её применения для обеспечения связи. |
| 2011 | Тоби Бергер                                 | За вклад в теорию информации |
| 2012 | Майкл Лаби, Амин Шокроллахи                 | За вклад в теорию кодирования, в частности за разработку фонтанных кодов |
| 2013 | Роберт Калдербанк                           | За фундаментальный вклад в теорию кодирования, который повлиял на модемы и беспроводные системы связи |
| 2014 | Thomas Richardson, Rüdiger Urbanke          | За фундаментальный вклад в теорию кодирования, последовательную обработку информации и приложения |
| 2015 | Имре Чисар                                  | За фундаментальный вклад в теорию информации, теоретические основы защиты информации и статистику |
| 2016 | Аббас Эль-Гамаль                            | За вклад в сетевую многопользовательскую теорию информации и влияние на архитектуры программируемых цепей |
| 2017 | Shlomo Shamai                               | За фундаментальный вклад в теорию информации и беспроводные коммуникацииОригинальный текст (англ.)For fundamental contributions to information theory and wireless communications |
| 2018 | Erdal Arıkan                                | За вклад в теорию информации и коммуникаций, особенно, открытие полярных кодов и поляризационные технологии Оригинальный текст (англ.)For contributions to information and communications theory, especially the discovery of polar codes and polarization techniques                                                              |
| 2019 | David Tse                                   | За плодотворный вклад в области беспроводных сетях теории информации и системы беспроводных сетей Оригинальный текст (англ.)For seminal contributions to wireless network information theory and wireless network systems |
| 2020 | Синтия Дворк                                | За фундаментальные работы в области конфиденциальности, криптографии и распределенных вычислений, а также за лидерство в разработке дифференциальной конфиденциальности Оригинальный текст (англ.)For foundational work in privacy, cryptography, and distributed computing, and for leadership in developing differential privacy |
| 2021 | Raymond W. Yeung                            | За фундаментальный вклад в теорию информации и новаторство в сфере сетевого кодирования и его применений Оригинальный текст (англ.)For fundamental contributions to information theory and pioneering network coding and its applications                                                                                          |
| 2022 | Мадху Судан                                 | За фундаментальный вклад в вероятностно проверяемые доказательства и списки декодирования кодов Рида-СоломонаОригинальный текст (англ.)For fundamental contributions to probabilistically checkable proofs and list decoding of Reed-Solomon codes                                                                                 |